# Aubing-Lochhausen-Langwied
Aubing-Lochhausen-Langwied is een stadsdeel (Duits: Stadtbezirk) van de Duitse stad München, deelstaat Beieren, en telde einde 2018 47.813 inwoners. Het is met een oppervlakte van 34,06 km² het grootste Stadtbezirk. Het is in 1992 bij de districtsherschikking ontstaan door de samenvoeging van Aubing en Lochhausen-Langwied.
Aubing-Lochhausen-Langwied heeft niet alleen de grootste oppervlakte van de stadsdelen maar ook de laagste bevolkingsdichtheid (1404 inwoners per vierkante kilometer). Op het grondgebied in het uiterste westen van München liggen uitgestrekte groene, bosrijke en agrarische gebieden, die samen met de Aubinger Lohe en de recreatiegebieden Langwieder See en Böhmerweiher evenwicht bieden en belangrijke recreatieve functies vervullen voor het hele westen van München.
Sinds 2006 wordt in het zuidwesten van het district, ten oosten en noordoosten van het historische landgoed Gut Freiham de naar het landgoed vernoemde nieuwbouwwijk Freiham verder uitgebouwd. Woonruimte voor circa 25.000 inwoners wordt gepland.

## Onderverdeling
Het Stadtbezirk 22 bestaat uit 3 stadsdelen, die vroeger zelfstandige plaatsen waren, maar in 1942 door de stad München werden geannexeerd. De stadsdelen zijn:
- Aubing
- Lochhausen
- Langwied

Bestuurlijk is het in de volgende delen onderverdeeld:
- Altaubing
- Aubing-Süd
- Lochhausen

Allach-Untermenzing · 
Altstadt-Lehel · 
Au-Haidhausen · 
Aubing-Lochhausen-Langwied · 
Berg am Laim · 
Bogenhausen · 
Feldmoching-Hasenbergl · 
Hadern · 
Laim · 
Ludwigsvorstadt-Isarvorstadt · 
Maxvorstadt · 
Milbertshofen-Am Hart · 
Moosach · 
Neuhausen-Nymphenburg · 
Obergiesing-Fasangarten · 
Pasing-Obermenzing · 
Ramersdorf-Perlach · 
Schwabing-Freimann · 
Schwabing-West · 
Schwanthalerhöhe · 
Sendling · 
Sendling-Westpark · 
Thalkirchen-Obersendling-Forstenried-Fürstenried-Solln · 
Trudering-Riem · 
Untergiesing-Harlaching